# 索尔克维茨
索尔克维茨是德国图林根州的一个市镇。总面积2.18平方公里，总人口64人，其中男性34人，女性30人（2011年12月31日），人口密度29人/平方公里。